# UÇK
Kosovos Befrielseshær (UÇK; albansk: Ushtria Çlirimtare e Kosovës) var en etnisk albansk separatistmilits, der søgte adskillelse af Kosovo, hvoraf langt størstedelen er beboet af albanere, fra Den Føderale Republik Jugoslavien (FRJ) og Serbien i løbet af 1990'erne. Albansk nationalisme var en central grundsætning i UÇK, og mange i bevægelsens rækker støttede oprettelsen af et Stor-Albanien, som ville omfatte alle albanere på Balkan og lagde vægt på albansk kultur, etnicitet og nation. Under hele sin eksistens blev UCK udpeget som en terrorgruppe af FRJ.

## Historie
Militære forløbere for UÇK begyndte i slutningen af 1980'erne med væbnet modstand mod jugoslavisk politi, der forsøgte at tage albanske aktivister i sin varetægt. I begyndelsen af 1990'erne var der angreb på politistyrker og embedsmænd fra efterretningstjenesten, som misbrugte albanske civile. I midten af 1998 var UÇK involveret i direkte kamphandlinger, selvom den var underlegen hvad angik antal og ildkraft. Konflikten eskalerede fra 1997 og frem som resultat af, at den jugoslaviske hær gengældte angrebene med at undertrykke regionens beboere, hvilket resulterede i befolkningsfordrivelser. Blodsudgydelserne, etnisk udrensning af tusinder af albanere, der flygtede ind i nabolandene, og krisens potentiale til at destabilisere regionen, fremkaldte intervention fra internationale organisationer, såsom FN, NATO og internationale NGOer. NATO støttede UÇK og intervenerede på dets vegne i marts 1999.
I september 1999, med kampene om og en international styrke på plads i Kosovo, blev UÇK officielt opløst, og tusindvis af dens medlemmer gik ind i Kosovos Beskyttelseskorps, et civilt nødbeskyttelsesorgan, der erstattede UÇK og Kosovos politistyrke, som beskrevet i De Forenede Nationers Sikkerhedsråds resolution 1244, der autorisede en international civil og militær tilstedeværelse i FRJ. Afslutningen på Kosovo-krigen resulterede i fremkomsten af guerillagrupper og politiske organisationer fra UÇK, som fortsatte med voldelige kampe i Preševo-dalen i det sydlige Serbien (1999-2001) og oprør i det nordvestlige Makedonien (2001), hvilket resulterede i fredsforhandlinger og større albanske rettigheder. Tidligere UÇK-ledere gik også ind i politik, nogle af dem nåede højt rangerede stillinger.
UÇK modtog store midler fra albanske organisationer i diasporaen.

## Efterspil
Der har været påstande om, at bevægelsen brugte narkoterrorisme, en blanding af narkotikashandel og terrorisme, til at finansiere sine operationer. UÇK begik overgreb og krigsforbrydelser under og efter konflikten, såsom massakrer på civile, oprettelse af fangelejre og ødelæggelse af vigtig kulturarv. I april 2014 overvejede og godkendte Kosovos nationalforsamling oprettelsen af en særlig domstol (Kosovo Specialist Chambers and Specialist Procureur's Office) i Haag, Holland, til at behandle sager, der involverede forbrydelser og andre alvorlige overgreb angiveligt begået i 1999-2000 af medlemmer af UÇK. I juni 2020 rejste domstolen tiltaler for forbrydelse mod menneskeheden og krigsforbrydelser mod en række tidligere UÇK-medlemmer, herunder den tidligere præsident for Kosovo Hashim Thaçi.

## Eksterne kilder
- Kilde: Bjørn Andersen: Fra Kosovo til Kosóva. Amerikansk og Europæisk udenrigspolitik – i Machiavelli's og Clausewitz' fodspor? (fsv angår den militære strategi og taktik) og forskellige udgaver af Albansk Almanak (fsv angår etableringen af TMK og forløbet siden 1999) og derigennem på søgning i mange medier fra 1998 og frem.

- DUPI's rapport om Humanitær Intervention, som er diskuteret i Albanske Studier (2002) tilligemed udenrigsministerens redegørelse af 14. marts 2000 om emnet til Folketinget